# Малицкая, Мария
Мария Малицкая (пол. Maria Malicka) — польская актриса театра, кино и телевидения.

## Биография
Мария Малицкая родилась 9 мая 1900 в Кракове. Дебютировала в детстве в краковском Театре им. Словацкого, в которым её отец был театральным техником. Актриса театров в Кракове, Варшаве, Щецине, Бельско-Бяле, Лодзи. Выступала в спектаклях «театра телевидения» 1967–1980. Умерла 30 сентября 1992 года в Кракове.

## Избранная фильмография
- 1927 — Могила неизвестного солдата / Mogiła nieznanego żołnierza — Нелли, дочь Лазовского
- 1927 — Зов моря / Zew morza — Ханка
- 1928 — Дикарка / Dzikuska — Ита, дочь Крушиньского
- 1929 — Дорогой позора / Szlakiem hańby — Марыся Журкувна, девушка из деревни
- 1930 — Ветер с моря / Wiatr od morza — Тереза
- 1930 — Янко-музыкант / Janko Muzykant — Ева Корецкая, певица
- 1931 — Опасный рай / Niebezpieczny raj (Польша/США) — Альма
- 1931 — Соблазнённая / Uwiedziona — Лена
- 1932 — Буря над Закопане / Der Bergführer von Zakopane (Германия) — женщина
- 1936 — Пан Твардовский / Pan Twardowski — мать Твардовского
- 1966 — Барьер / Bariera — уборщица